# Therizinosauridae
De Therizinosauridae zijn een groep dinosauriërs behorende tot de groep van de Therizinosauroidea.
In 1954 benoemde Malejew een familie Therizinosauridae om Therizinosaurus een plaats te geven.
De eerste definitie als klade was van Paul Sereno in 1998: alle soorten nauwer verwant aan Erlikosaurus dan aan Ornithomimus. In 1999 sloot Sereno voor de zekerheid ook Oviraptor en de Neornithes uit. In 2001 kwam Zhang met een geheel andere definitie: de groep bestaande uit de laatste gemeenschappelijke voorouder van Segnosaurus galbinensis, Erlikosaurus andrewsi, Nanshungosaurus brevispinus en Therizinosaurus cheloniformis en al zijn afstammelingen. Dit is de meest gebruikelijke gebleven en werd in 2005 door Sereno geformaliseerd door het inderdaad vermelden van de soortnamen. Een alternatieve definitie is uit 2004 door Clark die als ankers alleen Therizinosaurus en Erlikosaurus gebruikt, ervan uitgaande dat de laatste vorm het meest basaal is.
De groep bestaat uit grote therizinosauroïden uit het Krijt van Azië, die volledig gespecialiseerd lijken te zijn voor een herbivore levenswijze. Hun verwantschap was door hun sterk gespecialiseerde aanpassingen eerst zeer omstreden; Gregory S. Paul dacht nog in 1988 dat het late prosauropoden waren.